# Herb gminy Potok Wielki
Herb gminy Potok Wielki – jeden z symboli gminy Potok Wielki, autorstwa Roberta Szydlika, ustanowiony 22 maja 2018.

## Wygląd i symbolika
Herb przedstawia na tarczy w polu czerwonym pastorał srebrny skrócony nad trzema kulami złotymi w środku, a na prawej i lewej flance dwie głowy gryfa srebrne z dziobami i jęzorami złotymi zwrócone ku sobie.